# Ligustrum
Ligustrum este un gen de plante din familia Oleaceae format din cca. 40-50 de specii de arbuști.

## Specii
- Ligustrum amamianum (China)
- Ligustrum amurense – (Nordul Chinei)
- Ligustrum angustum (China)
- Ligustrum chenaultii (Provinica Yunnan, China)
- Ligustrum compactum (Himalaia, Sud-Vestul Chinei)
- Ligustrum confusum (Himalaia, Înălțimile Khasi)
- Ligustrum delavayanum (Sud-Vestul Chinei, Myanmar)
- Ligustrum expansum (China)
- Ligustrum gracile (China)
- Ligustrum henryi (Centrul Chinei)
- Ligustrum ibota (Japonia)
- Ligustrum indicum (Himalaia, Indochina)
- Ligustrum japonicum (Japonia, Coreea)
- Ligustrum leucanthum (China)
- Ligustrum lianum (China)
- Ligustrum liukiuense (Taiwan)
- Ligustrum longitubum (China)
- Ligustrum lucidum - (China, Japonia, Coreea)
- Ligustrum massalongianum (Himalaia)
- Ligustrum microcarpum (Taiwan); uneori inclus în L. sinense.
- Ligustrum morrisonense (Taiwan)
- Ligustrum obovatilimbum (China)
- Ligustrum obtusifolium (Estul Asiei)
- Ligustrum ovalifolium – (Japonia)
- Ligustrum pedunculare (China)
- Ligustrum pricei (Taiwan)
- Ligustrum punctifolium
- Ligustrum quihoui (China)
- Ligustrum retusum (China)
- Ligustrum robustum (China)
- Ligustrum sempervirens (Vestul Chinei)
- Ligustrum sinense – (China, Taiwan)
- Ligustrum strongylophyllum (Centrul Chinei)
- Ligustrum tenuipes. (China)
- Ligustrum tschonoskii (Japonia)
- Ligustrum vulgare – Lemn câinesc (Europa, Africa de Nord, Sud-Vestul Asiei)
- Ligustrum xingrenense (China)
- Ligustrum yunguiense (China)
- și altele

## Legături externe
Materiale media legate de Ligustrum la Wikimedia Commons